# Algorytm Christofidesa
Algorytm Christofidesa – algorytm aproksymacyjny znajdujący rozwiązanie problemu komiwojażera w grafach w których wagi krawędzi są nieujemne i spełniają warunek nierówności trójkąta. Algorytm jest 1,5-optymalny, to znaczy, że znalezione rozwiązanie będzie nie gorsze niż 1,5 rozwiązania optymalnego.

## Algorytm
Niech {\displaystyle G} będzie grafem pełnym.
1. Dla grafu {\displaystyle G} stwórzmy minimalne drzewo rozpinające {\displaystyle T.}
2. Niech {\displaystyle O} będzie zbiorem wierzchołków o nieparzystym stopniu w {\displaystyle T.} Znajdźmy minimalne skojarzenie doskonałe {\displaystyle M} na wierzchołkach {\displaystyle O} spośród krawędzi grafu pełnego {\displaystyle G.}
3. Niech {\displaystyle H} będzie multigrafem utworzonym z {\displaystyle M} i {\displaystyle T.}
4. Wyznaczmy cykl Eulera w grafie {\displaystyle H} (graf {\displaystyle H} jest eulerowski, ponieważ ma wszystkie wierzchołki parzystego stopnia).
5. Z cyklu Eulera zróbmy cykl Hamiltona poprzez pomijanie odwiedzonych wierzchołków (skracanie).

## Dowód 1,5 optymalności
Oznaczmy rozwiązanie optymalne problemu komiwojażera w {\displaystyle G} jako {\displaystyle OPT.} Zachodzi {\displaystyle w(T)<OPT,} ponieważ po usunięciu jednej z krawędzi z {\displaystyle OPT} powstaje drzewo rozpinające, które nie może być mniejsze od minimalnego drzewa rozpinającego {\displaystyle T.} Ponadto zachodzi {\displaystyle w(M)<=OPT/2.} Wynika to z faktu iż {\displaystyle O} jest podgrafem {\displaystyle G,} a więc rozwiązanie problemu komiwojażera w {\displaystyle O} jest nie większe niż {\displaystyle OPT,} oraz z faktu iż to rozwiązanie można podzielić na dwa uzupełniające się skojarzenia z których przynajmniej jedno musi być nie większe niż {\displaystyle OPT/2.} W takim razie waga {\displaystyle w(H)=w(M)+w(T)<1{,}5*OPT.} W grafie spełniającym nierówność trójkąta, operacja skracania nie może wydłużyć cyklu, więc waga uzyskanego cyklu Hamiltona jest równa {\displaystyle 1{,}5*OPT.}